# Bilgeri von Heudorf

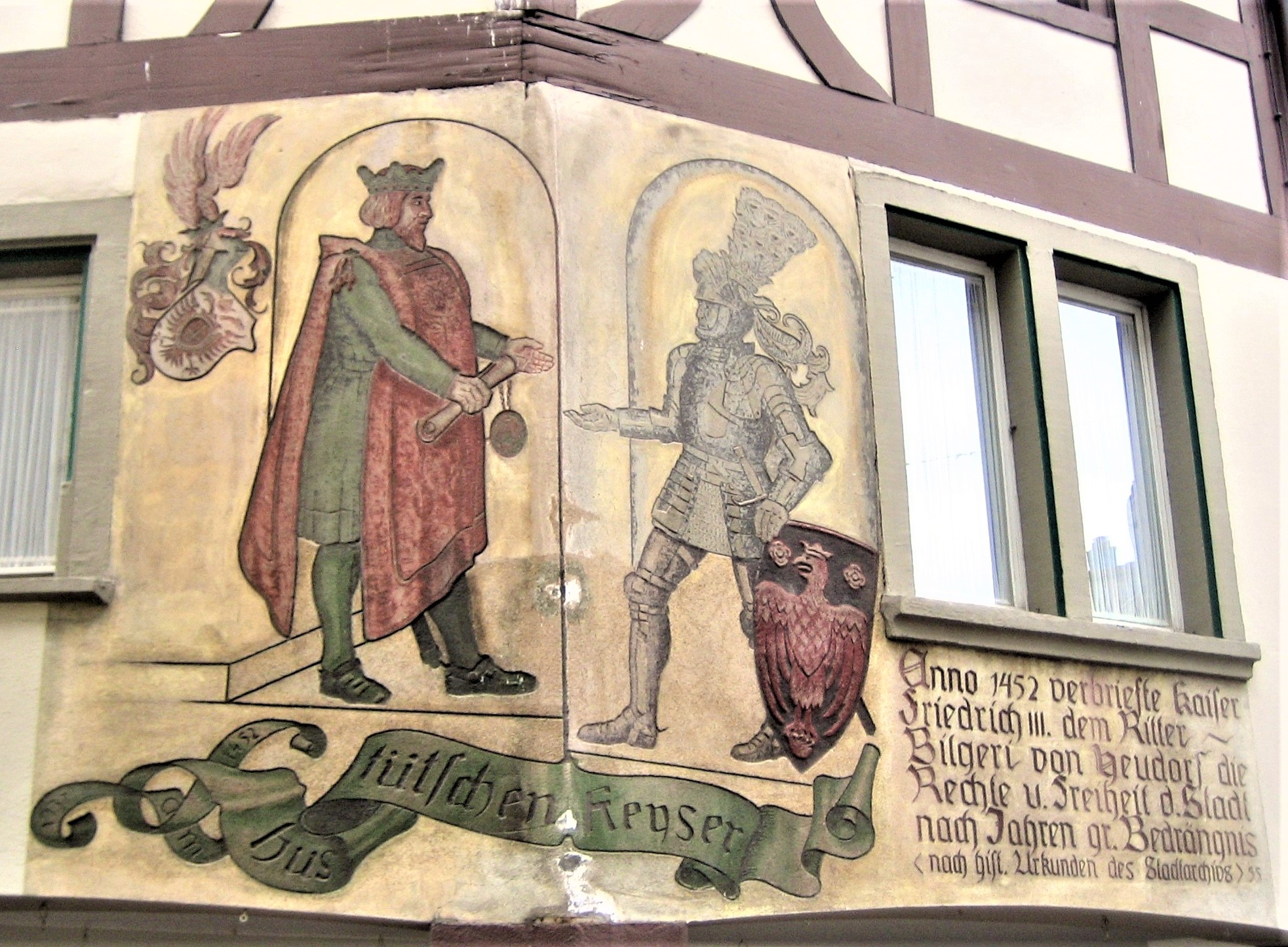
Sgraffito an einer Hauswand in Tiengen: Bilgeri (rechts) erhält das Stadtrecht

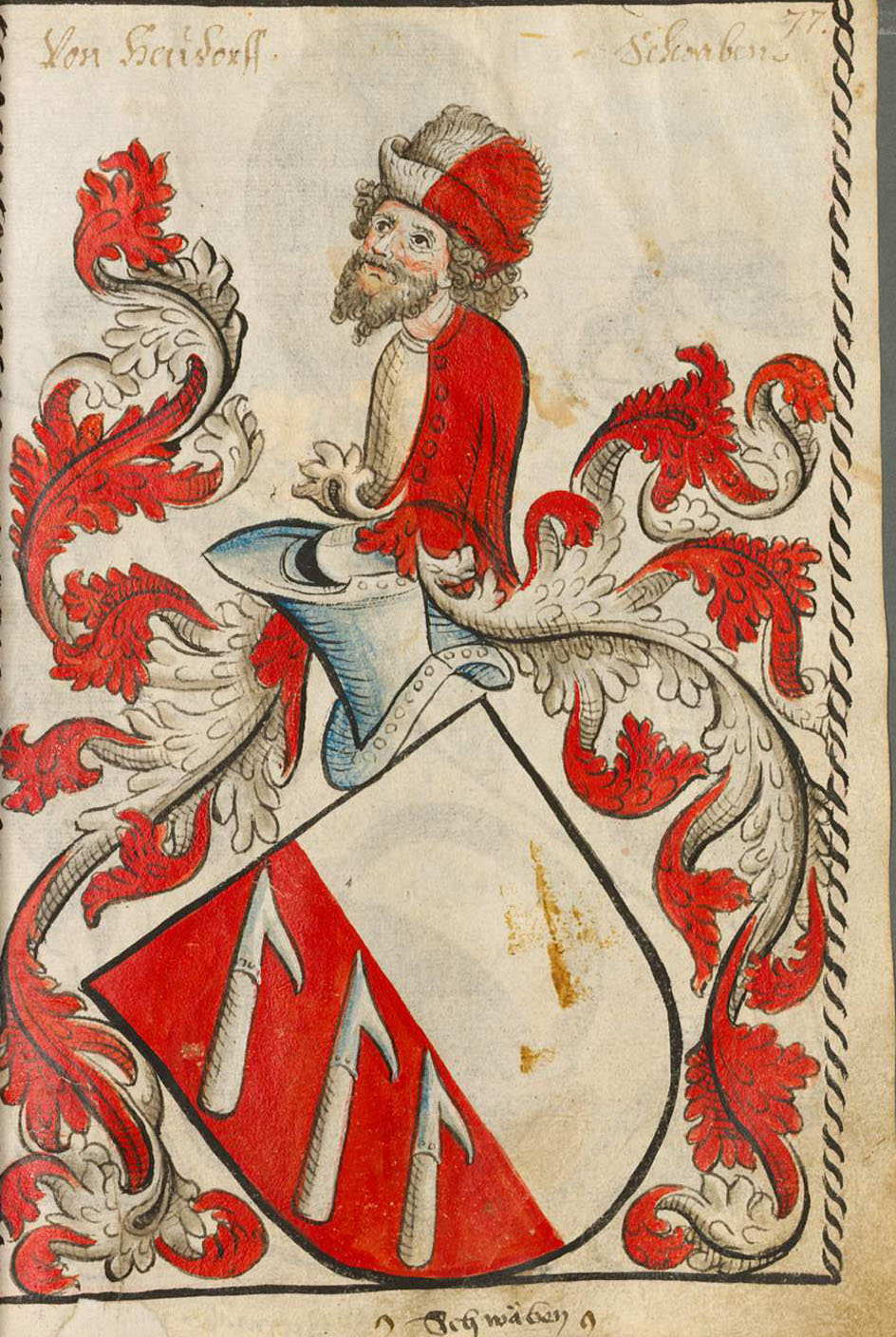
Wappen der Familie von Heudorf aus Scheibler

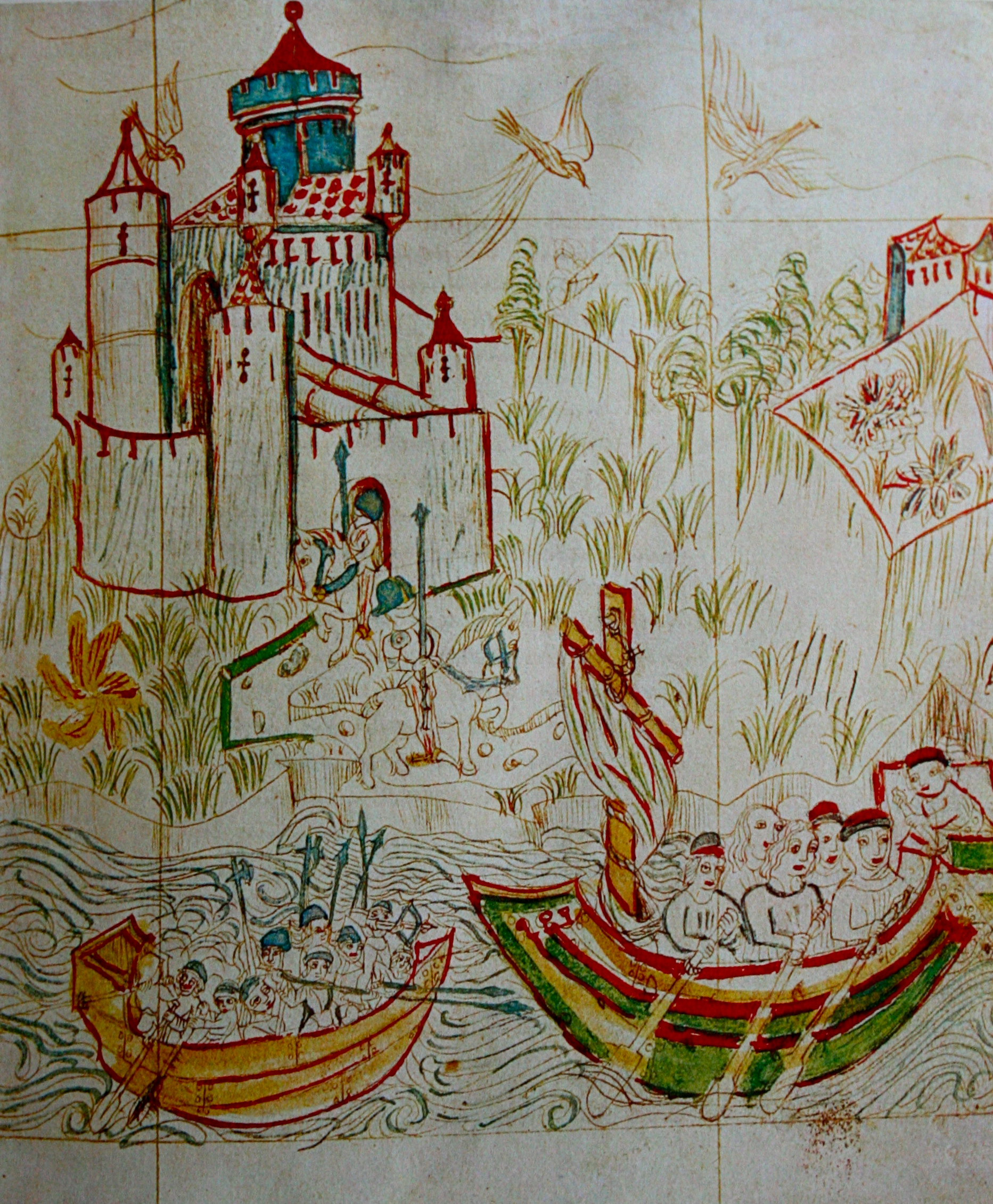
Zeichnung des dreizehnjährigen Hans Fries in der Molsheimer Chronik des Peter von Molsheim: Bilgeri überfällt Kaufleute auf dem Rhein

Bilgeri von Heudorf, auch Pilgrim von Heudorf oder Peregrin von Heudorf, (* um 1406 in Salem; † August 1476 auf Schloss Langenstein) war ein schwäbischer Ritter, Feudalherr und Kriegsherr, der eine 27-jährige Fehde mit der Stadt Schaffhausen führte.

## Familie
Bilgeri von Heudorf entstammte einer der ältesten Geschlechter der schwäbischen Ritterschaft, den Rittern und Herren von Heudorf. Seine Eltern waren der Rat des Bischofs Heinrich IV. von Hewen, Bilgeri der Ältere von Heudorf, und Katharina von Randegg. Er wird in der Chronik des Ulrich von Richental als Teilnehmer des Konstanzer Konzils genannt.
Hermann III. von Breitenlandenberg, Bischof von Konstanz von 1466 bis 1474, war der Schwager von Bilgeri von Heudorf.

## Leben
Bilgeri von Heudorf wurde um 1406 in Salem geboren, wo er auch laut seines Testamentes begraben zu werden wünschte. Bilgeri trat zunächst die Nachfolge seines Vaters als Rat des durch seine Amtsführung berüchtigten Konstanzer Bischofs Heinrich von Hewen an. Von diesem erhielt er 1444 die bischöfliche Herrschaft über Schloss und Stadt Tiengen auf Lebenszeit. König Friedrich IV. verlieh Bilgeri von Heudorf auf Bitten des Bischofs das zugehörige Zoll- und Münzregal und die Hochgerichtsbarkeit. Der Erwerb der Herrschaft Tiengen wurde von Bilgeri von Heudorf mit der Herrschaft Küssaberg im  Klettgau, die er seit 1429 pfandweise innehatte, abgelöst. 1452 gehörte Bilgeri von Heudorf zum Begleitzug König Friedrichs, der sich in Rom zu Kaiser Friedrich III. krönen ließ, und sich mit Eleonore Helena von Portugal vermählte. Bilgeri von Heudorf wurde bei diesem Ereignis nach altem Brauchtum auf der Tiberbrücke von Friedrich neben 300 anderen Teilnehmern des Zuges mit dem Schwert Karls des Großen zum Ritter geschlagen. Der Ritterschlag auf der Tiberbrücke hatte in der Zeit das höchste Ansehen. Bilgeri von Heudorf erhielt dazu eine Wappenmehrung und eine Bestätigung der Privilegien der Herrschaft Tiengen. 1452 trat Bilgeri von Heudorf als Rat in die Dienste des ab 1455 österreichischen Herzogs Sigmund. 1460 gehörte Bilgeri von Heudorf im Thurgauerkrieg zu den erfolgreichen Verteidigern der Stadt Winterthur gegen eine eidgenössische Übermacht. Er war zusammen mit Wilhelm von Heudorf Pfandinhaber der kleinen Herrschaft und Burg Allmut.
Ab 1449 verstrickte sich Bilgeri von Heudorf zunehmend in lokale Konflikte und in Auseinandersetzungen mit der Stadt Schaffhausen, die sich den Eidgenossen zugewandt hatte. Auslösend war ein Streit um das Schloss Laufen, das Bilgeri von Heudorf aufgrund ererbter Ansprüche besetzt hatte. Die Schaffhauser Edelknechte Hans und Konrad von Fulach, die ebenfalls Rechte beanspruchten, überfielen nächtlich das Schloss und töteten einen Verwandten des Heudorfers. Der daraus entstandene Konflikt wurde erst 1476 beigelegt. Bilgeri von Heudorf drangsalierte über die Jahre das Schaffhauser Territorium und erwirkte vor dem Hofgericht die Ächtung der Stadt Schaffhausen. Die Stadt erlitt in dieser Zeit einen hohen wirtschaftlichen Schaden. Zur Eskalation kam es 1467, als Bilgeri von Heudorf den Schaffhauser Bürgermeister Hans am Stad bei Anselfingen auf freiem Feld gefangen nahm und auf das Schloss Schauenburg verschleppte. Hans am Stad wurde körperlich misshandelt und kam erst nach der Zahlung eines Lösegeldes von 1800 rheinischen Gulden, das seinem gesamten Vermögen entsprach, frei. Die Eidgenossen, die erfolglos bei der vorderösterreichischen Regentin Eleonore von Schottland protestierten, belagerten deshalb in der Folge 1468 fünfeinhalb Wochen die Stadt Waldshut. Die Herrschaft Tiengen wurde von Schaffhausen besetzt. Eine kleinere weitere Besitzung des Heudorfers im Fricktal wurde von Bern annektiert.
Nach der Übernahme der Vorlande durch Karl den Kühnen von Burgund 1469 wurde die Provinz durch den burgundischen Landvogt Peter von Hagenbach verwaltet. Dieser versuchte erfolglos in der Streitsache des Heudorfers zu vermitteln. Am 3. April 1473 überfiel Bilgeri von Heudorf mit Hilfe von Diebold II. von Geroldseck bei Ottenheim ein Berner Schiff mit Kaufleuten, die auf dem Weg zur Frankfurter Messe waren. Die Kaufleute wurden in die nahe Burg Schuttern verschleppt und Lösegeld gefordert. Sofort schritt das mit Bern schutzverbündete Straßburg ein, bemächtigte sich am 12. April der Burg und befreite die Gefangenen. Bilgeri von Heudorf erhielt nicht nur Schutz von der Burgundischen Regierung, sondern wurde vom Landvogt als burgundischer Rat in Dienst genommen. Die Affäre trug zum Zusammenschluss der burgundischen Gegner in der Niederen Vereinigung bei. Anfang 1476 wurde durch die Niedere Vereinigung der Konflikt Bilgeri von Heudorfs mit Schaffhausen geschlichtet. Unter der Schlichtung des Königs von Dänemark wurde Bilgeri von Heudorf durch seinen früheren Dienstherrn Herzog Sigmund großzügig abgefunden. „Im August des Jahres 1476 starb der alte Kämpe auf Burg Langenstein im Hegau.“ ohne direkte Nachkommen. Das Vermögen fiel an die verwandten männlichen Mitglieder der Familie von Heudorf.

## Einzelnachweis
1. ↑  Zitat und Angabe: „Vom 11. August liegt eine Urkunde vor, wonach Bilgeri vor wenigen Tagen verstorben sei.“ in: Emil Müller-Ettikon Bilgeri von Heudorf und sein Kampf gegen Schaffhausen in: Franz Schmidt (Hrsg.): Der Klettgau, Tiengen 1971, S. 156.

| Personendaten    | Personendaten                               |
| ---------------- | ------------------------------------------- |
| NAME             | Heudorf, Bilgeri von                        |
| ALTERNATIVNAMEN  | Heudorf, Pilgrim von; Heudorf, Peregrin von |
| KURZBESCHREIBUNG | deutscher Adliger                           |
| GEBURTSDATUM     | 15. Jahrhundert                             |
| GEBURTSORT       | Salem (Baden)                               |
| STERBEDATUM      | 1476                                        |
| STERBEORT        | Schloss Langenstein bei Orsingen im Hegau   |